# Rolls-Royce Trent
Rolls-Royce Trent è una famiglia di motori aeronautici turboventola ad alto rapporto di diluizione per uso civile prodotti dall'azienda britannica Rolls-Royce plc, derivati dal RB211 e con spinte comprese (a seconda della versione) tra 240 e 420 kN (53000 e 95000 lbf).
Equipaggiano nelle varie versioni:
- l'Airbus A330 (Trent 700 per le versioni -200 e -300; Trent 7000 per le versioni -800 e -900);

- l'Airbus A340 (Trent 553);

- l'Airbus A350 XWB (Trent XWB);

- l'Airbus A380 (Trent 970B);

- il Boeing 777 (Trent 877 per la versione -200; Trent 884 per la versione -200ER);

- il Boeing 787 (Trent 1000).

Il Trent è stato anche adattato per impieghi marini ed industriali.
Dalla prima prova al banco dell'agosto 1990, il Trent ha riscosso un discreto successo commerciale venendo scelto come motore di lancio per il Boeing 787 (Trent 1000), per l'A380 (Trent 900) e per l'A350 (Trent XWB) ottenendo una quota di mercato media del 40%. Le vendite dei motori della famiglia Trent hanno consentito alla Rolls-Royce di diventare il secondo produttore mondiale di motori turboventola alle spalle della General Electric, e davanti alla Pratt & Whitney.
In ossequio alla tradizione della Rolls-Royce di chiamare i propri motori a reazione con nomi di fiumi, questa famiglia riprende il nome del fiume Trent che scorre nelle Midlands inglesi.
Dopo l'incidente del volo Qantas 32 avvenuto nel novembre 2010 che ha visto l'esplosione incontenuta di un Trent 900 montato su un A380, la Rolls-Royce si è impegnata a sostituire tutti i 40 propulsori installati sugli A380 allora in servizio. La causa è stata identificata in un trafilamento di olio lubrificante nella zona calda del propulsore.

## Storia del progetto
Al momento della privatizzazione della Rolls-Royce avvenuta nell'aprile del 1987, la sua quota di mercato nel settore dei motori turboventola era solo dell'8% nonostante l'incremento delle vendite dovute all'RB211, con un mercato ancora dominato da General Electric e Pratt & Whitney. In quel periodo Boeing e Airbus erano nella fase di definizione di nuovi aeroplani caratterizzati dall'installazione di motori ad elevata spinta e certificazione ETOPS dall'ingresso in servizio.
La Rolls-Royce decise di investire molto nello sviluppo e offerta di motori per i nuovi aerei da trasporto civili di grandi dimensioni. Per ridurre i costi di sviluppo venne mantenuta come base comune della nuova famiglia di motori la struttura a tre alberi dell'RB211-524L che permetteva una scalabilità ottimale dei gruppi di bassa pressione (LP), intermedia (IP) ed alta pressione (HP). Questa nuova famiglia fu lanciata ufficialmente nel 1988 durante l'airshow di Farnborough riprendendo un nome già usato dalla Rolls-Royce, prima per un motore turboelica e poi per il turboventola trialbero RB203 successore dello Spey.
La Rolls-Royce ottenne significativi incentivi da parte del governo britannico per lo sviluppo del Trent tra cui 200 milioni di sterline nel 1997 per i Trent 8104, 500 e 600 e 250 milioni di sterline per i Trent 600 e 900 nel 2001. Questi incentivi verranno ripagati al governo mediante royalty su ogni motore venduto.

## Tecnica
Come il suo predecessore RB211, il Trent si basa su una architettura a tre alberi concentrici per muovere i tre gruppi (compressore-turbina) di bassa, intermedia e alta pressione. Al costo di una maggiore complessità costruttiva e di manutenzione, questa configurazione permette di ottenere un motore più compatto e rigido con un degrado delle prestazioni minore nel tempo rispetto ad un equivalente motore a due alberi. In aggiunta, l'avere tre alberi indipendenti tra loro consente di ottimizzare meglio le velocità di rotazione delle varie sezioni del compressore.

### Fan
Tutti i motori della famiglia Trent (già a partire dall'RB211-22) impiegano pale in titanio cave e caratterizzate da una ampia corda in modo da minimizzare i pesi conseguenti all'impiego di un fan di notevole diametro in grado di trattare una notevole portata d'aria (per un Trent 800 la portata massima di aria in ingresso al fan è di circa 1,2 tonnellate al secondo). Il particolare processo costruttivo delle pale (chiamato superplastic forming and diffusion bonding o SPF/DB) prevede la sovrapposizione esterna di due lamine di titanio su una struttura di rinforzo a nido d'ape (sempre in titanio) che si comporta come una travatura reticolare, il riscaldamento fino ad una temperatura che consenta la loro modellazione e saldatura seguita dall'insufflamento di un gas inerte (argon) che fa aderire i fogli esterni (che costituiranno il profilo della pala) allo stampo. Al centro del fan è collocata l'ogiva costruita in composito. Le pale possono ruotare a 3500 giri al minuto, con una velocità alle loro estremità di 1730 km/h, ben superiore a quella del suono.
Su una versione 1000 in sviluppo è stata proposta una nuova tecnologia che impiega una costruzione ibrida fibra di carbonio/titanio (chiamata composite carbon/titanium o CTi) che promette di unire i vantaggi in termini di peso della fibra di carbonio con quelli della resistenza agli impatti con corpi estranei del titanio.
Il carter del fan (che costituisce anche la parte interna della presa d'aria) è costituito da un anello in alluminio e kevlar per il contenimento delle pale in caso di cedimento strutturale di una di loro e da una serie di profili alari fissi (OGV) che assolvono alla funzione aerodinamica di "raddrizzare il flusso" a valle del fan e a quella strutturale di collegamento tra il nucleo del motore e la struttura esterna collegata al pilone alare.

### Compressori IP e HP
Il compressore intermedio (IP) è costituito da otto stadi a flusso assiale che ruotano ad una velocità ottimale di circa 7700 giri al minuto. Una serie di palette a geometria variabile regolano il flusso d'aria in ingresso alle basse velocità di rotazione. I dischi del compressore intermedio sono in lega di titanio così come le palette degli ultimi stadi.
Il compressore di alta pressione (HP) è invece costituito di 6 stadi assiali che ruotano ad una velocità ottimale di circa 10000 giri al minuto. I primi quattro dischi sono in lega di titanio resistente alle alte temperature mentre il quinto ed il sesto sono in Waspaloy, una superlega al nichel.
Le valvole per lo spillamento dell'aria dal compressore (necessarie per alimentare l'impianto pneumatico del velivolo ed evitare fenomeni di stallo del compressore durante le fasi di avviamento del motore stesso) sono poste in corrispondenza del quarto stadio del compressore IP e del terzo stadio del compressore HP e sono controllate elettricamente dall'EEC (Electronic Engine Control).

### Camera di combustione
La camera di combustione, anulare, ha visto nel tempo diverse modifiche per abbassare il più possibile le emissioni nocive di NOx. Ognuno dei 24 iniettori di combustibile ha alla base uno swirler, che induce una zona di ricircolazione vorticosa attorno all'iniettore in modo da stabilizzare la fiamma e permettere una combustione efficiente e completa, costituito da una serie concentrica di palette che innescano il vortice. Per ridurre gli stress termici le pareti del combustore (liner) presentano schermi termici meccanicamente isolati e rinforzi che corrono esternamente alle pareti per meglio distribuire il calore.

### Turbina
Sul singolo stadio di turbina di alta pressione sono installate palette cave al cui interno è possibile far circolare, attraverso fori realizzati con il laser, aria più fredda prelevata dal compressore in modo da abbassare la loro temperatura che altrimenti potrebbe oltrepassare il punto di fusione della lega metallica. Sono costituite da monocristallo in lega di nichel CMSX4 che permette alle palette di resistere a temperature di circa 1550 °C durante il loro funzionamento a regimi di rotazione prossimi a 10000 giri al minuto. Le palette statoriche, anch'esse cave, sono rivestite di uno strato ceramico depositato mediante uno spruzzo di plasma che migliora ulteriormente la loro resistenza ai gas caldi in uscita dal combustore. Le palette dello stadio intermedio della turbina non sono raffreddate internamente, ma grazie al disegno a tre alberi sono meno stressate meccanicamente visto che ruotano al 70% della velocità dell'albero di alta pressione. Sono anche loro costituite da un grano monocristallino di lega denominata RR300. Un sistema di raffreddamento del carter che contiene la sezione IP della turbina è gestito dal FADEC e mantiene la distanza ottimale tra le estremità delle palette ed il carter stesso in modo da evitare sfregamenti o eccessivi gap tra palette e carter. Le palette della turbina di bassa pressione sono piene e ottimizzate per un campo fluidodinamico 3-D.

## Versioni
| Versioni motore famiglia Trent | Versioni motore famiglia Trent | Versioni motore famiglia Trent | Versioni motore famiglia Trent | Versioni motore famiglia Trent | Versioni motore famiglia Trent | Versioni motore famiglia Trent | Versioni motore famiglia Trent  |
| Motore                         | Spinta (lbf)                   | Peso (lb)                      | Rapporto spinta peso           | Lunghezza (in)                 | Diametro del fan (in)          | Entrata in servizio            | Utilizzatori                    |
| ------------------------------ | ------------------------------ | ------------------------------ | ------------------------------ | ------------------------------ | ------------------------------ | ------------------------------ | ------------------------------- |
| Trent 553                      | 53,000                         | 10,400                         | 5.1                            | 154                            | 97.4                           | 2003                           | Airbus A340-500                 |
| Trent 556                      | 56,000                         | 10,400                         | 5.4                            | 154                            | 97.4                           | 2002                           | Airbus A340-500 Airbus A340-600 |
| Trent 560                      | 60,000                         | 10,400                         | 5.76                           | 154                            | 97.4                           | 2002                           | Airbus A340-600                 |
| Trent 600                      | 65,000                         | 10,400                         | 6.3                            | 154                            | 97.4                           | Not Used                       | -                               |
| Trent 768                      | 67,500                         | 10,550                         | 6.4                            | 154                            | 97.4                           | 1996                           | Airbus A330-200 Airbus A330-300 |
| Trent 772                      | 71,100                         | 10,550                         | 6.7                            | 154                            | 97.4                           | 1995                           | Airbus A330-200 Airbus A330-300 |
| Trent 772B                     | 71,100                         | 10,550                         | 6.7                            | 154                            | 97.4                           | 1999                           | Airbus A330-200 Airbus A330-300 |
| Trent 772C                     | 71,100                         | 10,550                         | 6.7                            | 154                            | 97.4                           | 2007                           | Airbus A330-200 Airbus A330-300 |
| Trent 875                      | 75,000                         | 13,100                         | 5.7                            | 172                            | 110                            | 1996                           | Boeing 777-200                  |
| Trent 877                      | 77,000                         | 13,100                         | 5.9                            | 172                            | 110                            | 1996                           | Boeing 777-200                  |
| Trent 884                      | 84,000                         | 13,100                         | 6.4                            | 172                            | 110                            | 1997                           | Boeing 777-200ER                |
| Trent 890                      | 90,000                         | 13,100                         | 6.9                            | 172                            | 110                            | 1998                           | Boeing 777-200ER                |
| Trent 892                      | 92,000                         | 13,100                         | 7.0                            | 172                            | 110                            | 1997                           | Boeing 777-200ER Boeing 777-300 |
| Trent 895                      | 93,400                         | 13,100                         | 7.1                            | 172                            | 110                            | 1999                           | Boeing 777-200ER                |
| Trent 8104                     | 104,000                        | 14,400                         | 7.2                            | 172                            | 110                            | -                              |                                 |
| Trent 8115                     | 115,000                        | ?                              | ?                              | 172                            | 120                            | -                              |                                 |
| Trent 970                      | 75,152                         | 13,842                         | 5.4                            | 179                            | 116                            | 2007                           | Airbus A380-841                 |
| Trent 970B                     | 78,304                         | 13,842                         | 5.6                            | 179                            | 116                            | 2008                           | Airbus A380-841                 |
| Trent 972                      | 76,752                         | 13,842                         | 5.5                            | 179                            | 116                            | TBA                            | Airbus A380-842                 |
| Trent 972B                     | 80,231                         | 13,842                         | 5.8                            | 179                            | 116                            | TBA                            | Airbus A380-842                 |
| Trent 977                      | 80,781                         | 13,842                         | 5.8                            | 179                            | 116                            | TBA                            | Airbus A380-843F                |
| Trent 977B                     | 83,835                         | 13,842                         | 6.0                            | 179                            | 116                            | TBA                            | Airbus A380-843F                |
| Trent 980-84                   | 84,098                         | 13,842                         | 6.0                            | 179                            | 116                            | TBA                            | Airbus A380-941                 |
| Trent 1000-A                   | 64,100                         | 11,924                         | 5.4                            | 160                            | 112                            | 2011                           | Boeing 787-8                    |
| Trent 1000-C                   | 70,100                         | 11,924                         | 5.9                            | 160                            | 112                            | 2011                           | Boeing 787-8 Boeing 787-9       |
| Trent 1000-D                   | 70,200                         | 11,924                         | 5.9                            | 160                            | 112                            | 2013                           | Boeing 787-8 Boeing 787-9       |
| Trent 1000-E                   | 53,200                         | 11,924                         | 4.5                            | 160                            | 112                            | 2012                           | Boeing 787-8                    |
| Trent 1000-G                   | 67,300                         | 11,924                         | 5.6                            | 160                            | 112                            | 2012                           | Boeing 787-8                    |
| Trent 1000-H                   | 58,200                         | 11,924                         | 4.9                            | 160                            | 112                            | 2013                           | Boeing 787-8                    |
| Trent 1000-J                   | 74,400                         | 11,924                         | 6.2                            | 160                            | 112                            | 2013                           | Boeing 787-9                    |
| Trent 1000-K                   | 74,400                         | 11,924                         | 6.2                            | 160                            | 112                            | 2013                           | Boeing 787-9                    |
| Trent XWB-75                   | 75,000/79,000                  | ?                              | ?                              | ?                              | 118                            | 2016                           | Airbus A350-800 XWB             |
| Trent XWB-84                   | 84,000                         | ?                              | ?                              | ?                              | 118                            | 2015                           | Airbus A350-900 XWB             |
| Trent XWB-97                   | 97,000                         | ?                              | ?                              | ?                              | 118                            | 2017                           | Airbus A350-1000 XWB            |
| Trent 7000                     | 68,000/72,000                  | ?                              | ?                              | ?                              | 112                            | 2017                           | Airbus A330neo                  |